# Bordj Tahar
Bordj Tahar là một đô thị thuộc tỉnh Jijel, Algérie. Dân số thời điểm năm 2002 là 4.893 người.